# Орлов Михайло Анатолійович
Михайло Анатолійович Орлов (15 серпня 1912, місто Вологда, тепер Російська Федерація — 29 грудня 1996, місто Москва, Російська Федерація) — радянський партійний діяч, 1-й секретар Камчатського обласного комітету КПРС, 1-й секретар Хабаровського міського комітету ВКП(б). Член Центральної Ревізійної Комісії КПРС у 1956—1971 роках. Депутат Верховної Ради СРСР 5—8-го скликань.

## Життєпис
Народився в родині робітника.
У 1932—1934 роках — секретар комітету комсомолу заводу, завідувач відділу районного комітету ВЛКСМ міста Ярославля Івановської промислової області.
У 1934—1936 роках — у Червоній армії.
У 1936—1938 роках — на комсомольській роботі на Далекому Сході СРСР. У 1938—1939 роках — інструктор Хабаровського крайового комітету ВЛКСМ. У 1939 — грудні 1942 року — секретар Хабаровського крайового комітету ВЛКСМ.
Член ВКП(б) з 1940 року.
25 грудня 1942 — грудень 1943 року — 1-й секретар Хабаровського крайового комітету ВЛКСМ.
У грудні 1943 — січні 1944 року — заступник начальника відділу Хабаровського крайового комітету ВКП(б).
У січні 1944 — 1949 року — секретар Камчатського обласного комітету ВКП(б) з пропаганди і агітації.
У 1949 — липні 1950 року — в апараті Хабаровського крайового комітету ВКП(б).
У липні 1950 — 1952 року — 1-й секретар Хабаровського міського комітету ВКП(б).
У 1952—1954 роках — слухач Вищої партійної школи при ЦК КПРС.
У червні 1954 — січні 1956 року — секретар Хабаровського крайового комітету ВКП(б).
28 січня 1956 — лютий 1971 року — 1-й секретар Камчатського обласного комітету КПРС.
У 1958 році заочно закінчив Вищу партійну школу при ЦК КПРС.
У лютому 1971 — після 1975 року — заступник міністра рибного господарства СРСР.
Потім — персональний пенсіонер союзного значення в місті Москві.
Помер 29 грудня 1996 року в місті Москві. Похований на Троєкуровському цвинтарі Москви.

## Нагороди
- орден Леніна
- два ордени Трудового Червоного Прапора
- медаль «За трудову доблесть»
- медаль «За доблесну працю. В ознаменування 100-річчя з дня народження Володимира Ілліча Леніна»
- медаль «Ветеран праці»
- медалі